# Fragaria gracilis
Fragaria gracilis es una especie de plantas de la familia de las rosáceas, nativa de las provincias chinas de Gansu, Henan, Hubei, Qinghai, Shaanxi, Sichuan, Xizang y Yunnan. Se distribuye en valles boscosos, praderas y laderas montañosas entre los 1600-3900 m s. n. m.

## Descripción
Es una planta herbácea y perenne que puede alcanzar de 5 a 20 cm de altura. Presenta una roseta basal de hojas trifoliadas; cada folíolo es oval, sésil y de márgenes dentados, con el envés densamente pubescente y haz piloso. De la base de la planta surgen tallos de crecimiento horizontal, los estolones que, al enraizar producen nuevas plántulas.

Los tallos florales, con hojas como todas las plantas de su género con la excepción de Fragaria vesca, terminan en una inflorescencia corimbosa, con 1 a 3 (a veces 4) flores de 1 a 2 cm de diámetro, blancas, de cinco pétalos, cinco sépalos y una veintena de estambres amarillos y alto contenido en polen. La planta es hermafrodita, colocándose las flores femeninas más altas que las masculinas para prevenir la autopolinización.

La floración se produce entre abril y julio.
Los frutos, las fresas, son aquenios de forma globosa, de color rojo al madurar.